# Katholische Hochschule Apor Vilmos

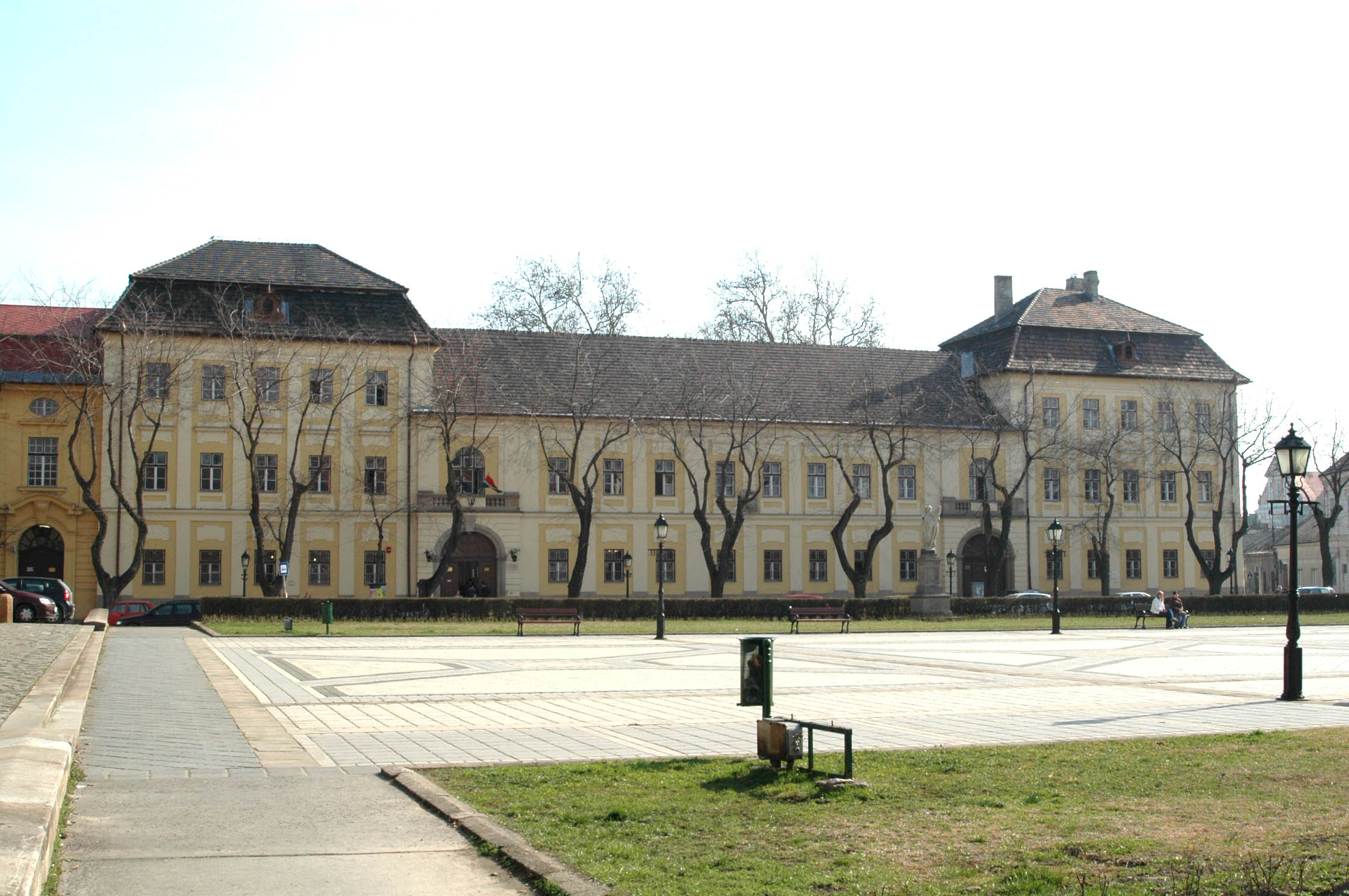
Universitätsgebäude im Jahr 2007

Die Katholische Hochschule Apor Vilmos (ungarisch Apor Vilmos Katolikos Föiskola, kurz AVKF) ist eine nichtstaatliche Hochschule mit Hauptsitz in Vác, Ungarn.

## Überblick
Vorläufer der Hochschule war eine Realschule für Mädchen, die 1905 durch Schwestern der Ordensgemeinschaft der Sisters of Mercy gegründet wurde, ergänzt 1929 durch ein Lehrerinnenseminar. Die Hochschule wurde 1977 in Zsámbék zunächst als Außenstelle des Lehrerseminars in Esztergom wiederbegründet und ab 1981 als unabhängiges Zsámbék-Lehrerseminar weitergeführt. 1993 wurde das Seminar in Katholisches Lehrerseminar Zsámbék umbenannt. 2000 erfolgte durch die Schule die Namensgebung des an Märtyrertod verstorbenen Bischofs Vilmos Apor. Seit 2004 befindet sich die Hochschule im ehemaligen Priesterseminar in Vác, unmittelbar neben der Kathedrale von Vác. Träger der Hochschule ist die Römisch-katholische Kirche, vertreten durch das Bistum Vác.
Die Hochschule deckt das gesamte Spektrum der Lehrerausbildung ab:
- Bachelor–/ Masterprogramme in Pädagogik (Fachrichtung Familienpädagogik, Fachrichtung Pädagogik)
- Pädagogikausbildung für das Säuglings-, Kindergarten- und Frühschulalter
- Säuglings- und Kleinkindererziehung
- Ausbildung zum Kindergärtner (Deutsch, Spezialisierung Zigeuner-Roma-Nationalität, Englisch)
- Lehrer (Deutsch, Spezialisierung Zigeuner-Roma-Nationalität)
- Organisation von Präventionsmaßnahmen
- Probleme der Integration von Roma-Gemeinschaften mit Spezialisierungen
- Religionsstudien mit Ausbildungen für Kantor, Katechese und Pastoral

Über das Erasmus-Programm besteht ein Hochschulnetzwerk mit zahlreichen Hochschulen. Die Studienprogramme stehen nicht auch nicht-katholischen oder atheistischen Studenten offen.
Rektorin seit 1. August 2017 ist Józsefné Libor.